# Jean-Delphin Alard
Jean-Delphin Alard (8 de marzo de 1815 – 22 de febrero de 1888) fue un violinista, compositor y profesor de música francés. Fue yerno de Jean-Baptiste Vuillaume y tuvo entre sus alumnos a Pablo de Sarasate.

## Biografía
Alard nació en Bayona, hijo de un violinista aficionado. Desde 1827 fue alumno de François-Antoine Habeneck en el Conservatorio de París, donde sucedió a Pierre Baillot como profesor en 1843, conservando el cargo hasta 1875. También fue alumno de François-Joseph Fétis.
Su forma de tocar y sus composiciones tuvieron un gran éxito en Francia, mientras que su escuela de violín tenía una moda más amplia y un valor considerablemente mayor. Fue representante de la escuela francesa moderna de violín, componiendo nocturnos, dúos, estudios, etc., para violín, y autor de una Escuela de violonchelo, que fue adoptada por el Conservatorio. También cabe destacar su edición en 40 partes de una selección de composiciones de violín de los más eminentes maestros del siglo XVIII, Les Maitres classiques du violon (Schott). Murió en París.